# Dicastero per il servizio dello sviluppo umano integrale
Il Dicastero per il servizio dello sviluppo umano integrale (in latino Dicasterium ad integram humanam progressionem fovendam) è uno dei 16 dicasteri della Curia romana.

## Istituzione
Il dicastero è stato istituito da papa Francesco con lettera apostolica del 17 agosto 2016, in forma di motu proprio, Humanam progressionem. È "particolarmente competente nelle questioni che riguardano le migrazioni, i bisognosi, gli ammalati e gli esclusi, gli emarginati e le vittime dei conflitti armati e delle catastrofi naturali, i carcerati, i disoccupati e le vittime di qualunque forma di schiavitù e di tortura".
In questo nuovo dicastero sono confluite, a partire dal 1º gennaio 2017, le competenze dei pontifici consigli della giustizia e della pace, "Cor Unum", della pastorale per i migranti e gli itineranti e quello della pastorale per gli operatori sanitari, che sono stati contestualmente soppressi.
Il dicastero è stato confermato dalla riforma della Curia romana attuata da papa Francesco con la costituzione apostolica Praedicate evangelium del 19 marzo 2022.

## Funzioni
L'ambito di competenza del dicastero è definito dagli articoli 163-174 della Praedicate evangelium.
Nello svolgere i propri compiti, il dicastero si avvale di 4 commissioni:
- la commissione per la carità,
- la commissione per l'ecologia,
- la commissione per gli operatori sanitari,
- la commissione vaticana COVID-19, voluta da papa Francesco il 20 marzo 2020.

## Sezioni
- Sezione Ascolto e Dialogo
- Sezione Riflessione e Ricerca
- Sezione Comunicazione e Restituzione

### Sezione migranti e rifugiati
Il Dicastero per il servizio dello sviluppo umano integrale ha incluso dal 1º gennaio 2017 una speciale sezione ad tempus: migranti e rifugiati, alle dirette dipendenze del Pontefice. Preoccupato delle penose condizioni in cui versano di milioni migranti, rifugiati, sfollati e vittime della tratta, papa Francesco ha spiegato a migliaia di rappresentanti di movimenti popolari convenuti nell'aula Paolo VI, il 5 novembre 2016, che «nel dicastero di cui è responsabile il cardinale Turkson c'è una sezione che si occupa di queste situazioni. Ho deciso che, almeno per un certo tempo, quella sezione dipenda direttamente dal Pontefice, perché questa è una situazione obbrobriosa, che posso solo descrivere con una parola che mi venne fuori spontaneamente a Lampedusa: vergogna».
Il 14 dicembre 2016 lo stesso papa ha nominato Michael Czerny, gesuita canadese, e Fabio Baggio, scalabriniano italiano, sottosegretari del dicastero per "occuparsi specificamente della cura dei migranti e dei rifugiati".
"La missione principale della sezione M&R è quella di sostenere la Chiesa – a livello locale, regionale e internazionale – nell'accompagnamento delle persone in ogni tappa del processo migratorio, prestando particolare attenzione a coloro che, in diversi modi, sono costretti a spostarsi o fuggire." Tra i destinatari della missione sono inclusi richiedenti asilo, rifugiati, sfollati interni e migranti internazionali e interni. La stessa sezione si preoccupa particolarmente dei migranti che vivono disagi e sofferenze nei paesi di origine, transito e destinazione, come, per esempio, le persone che fuggono da conflitti, dalle persecuzioni e dalle emergenze umanitarie (sia naturali che frutto dell'operato umano), vittime della tratta, migranti in situazione irregolare, lavoratori migranti in situazione di sfruttamento e donne, adolescenti e bambini migranti in situazione di vulnerabilità.
Dal 1º gennaio 2023 tale sezione è confluita nel Dicastero.

## Cronotassi

### Prefetti
- Cardinale Peter Turkson (31 agosto 2016 - 31 dicembre 2021 dimesso)
- Cardinale Michael Czerny, S.I., dal 23 aprile 2022[7]

### Segretari
- Monsignore Giovanni Pietro Dal Toso (segretario delegato)
- Monsignore Jean-Marie Mate Musivi Mupendawatu (segretario delegato)

- Presbitero Bruno Marie Duffé (16 giugno 2017 - luglio 2021 cessato)
- Suora Alessandra Smerilli, F.M.A., dal 23 aprile 2022[8]

### Segretari aggiunti
- Presbitero Augusto Zampini-Davies (9 aprile 2020 - 2021 dimesso)

### Sottosegretari
- Presbitero Segundo Tejado Muñoz (8 luglio 2017 - 31 dicembre 2021 dimesso)
- Presbitero Nicola Riccardi, O.F.M. (8 luglio 2017 - 31 dicembre 2021 dimesso)
- Dottoressa Flaminia Giovanelli (8 luglio 2017 - 2018 ritirata[9])
- Suora Alessandra Smerilli, F.M.A. (24 marzo 2021 - 26 agosto 2021 nominata segretaria ad interim del medesimo dicastero)
- Cardinale Fabio Baggio, C.S., dal 23 aprile 2022[10]
- Presbitero Anthony Onyemuche Ekpo, dal 18 aprile 2023

#### Sottosegretari per la sezione migranti e rifugiati
- Cardinale Michael Czerny, S.I. (1º gennaio 2017 - 1º gennaio 2022 nominato prefetto ad interim del medesimo dicastero)
- Presbitero Fabio Baggio, C.S. (1º gennaio 2017 - 23 aprile 2022 nominato sottosegretario del medesimo dicastero)